# Eduard Gufeld

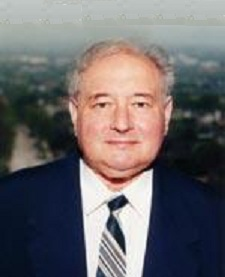
Eduard Gufeld

Eduard Jefimovitsj Gufeld (Russisch: Эдуард Ефимович Гуфельд) (Kiev, 19 maart 1936 - Los Angeles, 23 september 2002) was een Oekraïense schaker, hij was sinds 1967 grootmeester (GM). Tevens was hij journalist en schrijver van schaakboeken, zoals Chess Strategy, The Art of the King-Indian en The classical French. In het midden van de twintigste eeuw speelde Eduard Gufeld op zijn sterkst. In die tijd won hij van sterke schakers als: Vasili Smyslov , Boris Spasski en David Bronstein. Hij was ook een trainer van Maia Tsjiboerdanidze.
Hij speelde graag en aan het schaakbord voelde hij zich in zijn element. Zijn devies getuigt daar ook van:
"For me chess is life and every game is new life -
Every chessplayer gets to live many lives..."

## Schaakcarrière
Gufeld begon in 1953 deel te nemen aan schaaktoernooien en won in 1954 het junior-kampioenschap van Oekraïne. In 1964 werd hij Internationaal Meester (IM) en in 1967 grootmeester.
In 1977 was hij nummer 16 van de wereld met een Elo-rating van 2570. Hij verhuisde naar Tbilisi (Georgië), waar hij trainer was van Maia Tsjiboerdanidze, die in 1978 de jongste wereldkampioen schaken bij de vrouwen werd. Na de ineenstorting van de Sovjet-Unie emigreerde hij naar de Verenigde Staten.
Hij startte het FIDE-comité voor Schaak-kunst en -tentoonstellingen.
Gufeld was een van de meest productieve schrijvers van schaakboeken, hij schreef er meer dan 80.
In 1999 speelde hij nog mee in het Canada open. Hij bezette de 17e plaats, Kevin Spraggett werd eerste. 

## Overlijden
In september 2002 kreeg Gufeld, wonend in de VS, op 66-jarige leeftijd een beroerte en een hartaanval. Na kort buiten bewustzijn te zijn geweest, kwam hij weer bij bewustzijn maar kon niet meer spreken en lopen. Twee weken later overleed hij in het Cedars-Sinai Medical Center in Los Angeles. Hij is begraven op de "Hollywood Forever" begraafplaats in Hollywood (Californië).

## Partij uit 1960
Wit: Lev Poloegajevski, zwart: Eduard Gufeld (Vilnius) 1960

1.c4 Pf6 2.Pc3 g6 3.e4 d6 4.d4 Lg7 5.f3 0–0 6.Le3 b6 7.Ld3 a6 8.Pge2 c5 9.d5 e6 10.0–0 exd5 11.exd5 Pbd7 12.Lc2 Te8 13.Dd2 b5 14.cxb5 axb5 15.Pg3 b4 16.Pce2 Pb6 17.Lg5 La6 18.Tfe1 Dd7 19.Le4 Lc4 20.b3 Lxe2 21.Dxe2 Pxe4 22.fxe4 Pxd5 (0–1) (diagram)

## Partij uit 1967
Hier is de overwinning van Gufeld op Vasili Smyslov, 1967:

Wit: Vasili Smyslov, zwart: Eduard Gufeld 
 
10e Spartakiade (kampioenschap voor Sovjet-teams), Moskou 1967 
1.c4 Pf6 2.Pf3 g6 3.b4 Lg7 4.Lb2 0–0 5.e3 b6 6.d4 c5 7.dxc5 bxc5 8.b5 a6 9.a4 Pe4 10.Lxg7 Kxg7 11.Dd5 Da5+ 12.Ke2 Lb7 13.Dxb7 Pc6 14.Pfd2 Ta7 15.bxc6 Txb7 16.cxb7 Db4 17.Pxe4 Db2+ 18.Pbd2 Dxa1 19.Pxc5 Tb8 20.g3 Da3 21.Pxd7 Txb7 22.Lh3 Dd6 23.c5 Dd5 (diagram)
24.f3 Tb2 25.Td1 e6 26.c6 Dc4+ 27.Ke1 Dd3 28.Lf1 Dxe3+ 29.Le2 a5 30.f4 f6 31.c7 Tc2 32.Kf1 Txc7 33.Pc4 Txc4 34.Lxc4 Df3+ 35.Ke1 Dc3+ (0–1)
Gufeld won opnieuw van Smyslov in 1975.

## Partij "Mona Lisa" uit 1973
De partij die Gufeld in 1973 in `Kirovabad` speelde tegen de Russische grootmeester Vladimir Bagirov beschouwde hij als zijn beste schaakpartij ooit. Hij noemde deze partij zijn persoonlijke Mona Lisa.
Wit: Vladimir Bagirov, zwart: Eduard Gufeld; Kirovabad, 1973; Konings-Indisch

1.d4 g6 2.c4 Lg7 3.Pc3 d6 4.e4 Pf6 5.f3 0–0 6.Le3 Pc6 7.Pge2 Tb8 8.Dd2 a6 9.Lh6 b5 10.h4 e5 11.Lxg7 Kxg7 12.h5 Kh8 13.Pd5 b5xc4 14.h5xg6 f7xg6 15.Dh6 Ph5 16.g4 Txb2 17.g4xh5 g5 18.Tg1 g4 19.0–0–0 Txa2 20.Pef4 e5xf4 21.Pxf4 Txf4 22.Dxf4 c3 23.Lc4 Ta3 24.f3xg4 Pb4 25.Kb1 (diagram)
25. ... Le6!! 26.Lxe6 Pd3 27.Df7 Db8+ 28.Lb3 Txb3+ 29.Kc2 Pb4+ 30.Kxb3 Pd5+ 31.Kc2 Db2+ 32.Kd3 Db5+ (0–1)
Deze partij werd opgenomen in John Nunn's verzameling van de 100 beste partijen aller tijden, het Mammoth Book of the World's Greatest Chess Games.

## Boeken
- Beating the Sicilian, Batsford, 1984. ISBN 0-7134-0899-5.
- Exploiting Small Advantages, Batsford, 1985. 2003 reprint: ISBN 978-0-7134-8648-3.
- The Sicilian for the Tournament Player, Batsford, 1989. ISBN 0-7134-6167-5.
- My Life in Chess, Intl Chess Enterprises, 1993. ISBN 1-879479-21-4.
- An Opening Repertoire For The Attacking Player, Batsford, 1996. ISBN 1-85744-196-6.
- The Modern French Tarrasch, Cadogan, 1996. ISBN 1-85744-103-6.
- met Oleg Stesko: The Giuoco Piano, Batsford, 1996. ISBN 978-0713478020.
- met Eric Schiller: Secrets Of The Sicilian Dragon, Cardoza, 1998. ISBN 0-940685-92-2.
- Leonid Stein: Master of Risk Strategy, Thinkers Press, 2000. ISBN 0-938650-54-8.
- met Eric Schiller: Secrets Of The King's Indian (Cardoza Publishing's Essential Opening Repertoire Series), Cardoza, 2000. ISBN 1-58042-017-6.
- Chess: The Search for Mona Lisa, Batsford, 2001. ISBN 0-7134-8477-2.
- Bobby Fischer: From Chess Genius to Legend, Thinkers Press, 2003. ISBN 978-0-938650-84-3.
- Chess Strategy, Batsford, 2003. ISBN 0-7134-8775-5.
- The Art of the King's Indian, Batsford, 2003. ISBN 978-0-7134-8661-2.